# Добрику Лапушулуј (Марамуреш)
Добрику Лапушулуј (рум. Dobricu Lăpușului) насеље је у Румунији у округу Марамуреш у општини Таргу Лапуш. Oпштина се налази на надморској висини од 362 m.

## Становништво
Према подацима из 2002. године у насељу је живело 451 становника, од којих су сви румунске националности.